# Isli Hidi
Isli Hidi, född 15 oktober 1980, är en albansk målvakt i fotboll som för närvarande spelar för den cypriotiska fotbollsklubben Apollon Limassol.

## Karriär
Hidi inledde sin karriär i sin hemstads klubb, SK Tirana 1998. Efter några år blev han utlånad till Bylis Ballsh. Efter en framgångsrik period återvände han till SK Tirana där han blev en utan nyckelspelarna. 2007 skrev han på för den ukrainska klubben Kryvbas. Under säsongen 2008-2009 lånades han ut till den cypriotiska klubben Alki Larnaca. 2009 återvände Hidi till Kryvbas och skrev på ett treårskontrakt med klubben. 2010 gick han till Tiranaklubben KS Dinamo Tirana. 2011 gick han till den cypriotiska klubben Olympiakos Nicosia.
2005 gjorde han debut i det albanska landslaget i en vänskapsmatch mot Polen, och har sedan dess spelat 12 matcher för Albanien.